# Второй шанс (фильм, 2014)
«Второй шанс» (дат. En chance til) — датский триллер 2014 года режиссёра Сюзанны Бир. В главных ролях снялись Николай Костер-Вальдау, Ульрих Томсен, Мария Бонневи, Николай Ли Кос и Мэй Андерсен.

## Сюжет
Детектив полиции Андреас и его напарник Симон получают вызов на бытовой конфликт в квартире наркоманов, где они обнаруживают в шкафу младенца, перепачканного собственными экскрементами. Софус, которому всего 7 недель от роду, грязный и голодный, но после осмотра в социальной службе выясняется, что малыш здоров, и его не могут отнять у родителей, Тристана и Саннэ.
У самого Андреаса с женой Анной есть сын Александер, ровесник Софуса. Они очень любят его и заботятся о мальчике, но он постоянно плачет. Анна не справляется с Александером из-за собственной психической неуравновешенности. Однажды рано утром Андреас просыпается от истерических криков Анны и обнаруживает, что Александер умер. Расстроенная Анна угрожает покончить с собой, если Андреас вызовет скорую помощь, которая заберёт у неё труп Александера. Успокоив жену и уговорив её принять снотворное, Андреас везет мертвого сына в больницу. Но, постояв на парковке больницы, он решает подменить детей и проникает в квартиру Тристана и Саннэ, которые находятся в отключке после приёма наркотиков. Анна приходит в смятение. Она отказывается принять ребёнка, которого принес Андреас, как своего собственного.
На следующее утро Тристан обнаруживает, что Софус мертв. Саннэ заявляет мужу, что это не её сын. Тристан боится, что их с Саннэ посадят в тюрьму, поэтому вывозит пустую коляску на оживленную улицу и притворяется, что некий злоумышленник якобы похитил у него сына. Андреас и Симон, которым поручено провести расследование, неоднократно допрашивают Тристана и Саннэ о местонахождении трупа Александера.
Анна во время одной из вечерних прогулок бросает коляску посреди моста, заставляя остановиться водителя фуры. Она убеждает дальнобойщика взять ребёнка и согреть в кабине, после чего прыгает в замерзшую реку, покончив жизнь самоубийством. После смерти Анны Андреас и его мать ухаживают за Софусом.
Во время последующих допросов Андреас и его напарник пытаются заставить Тристана говорить. Андреас допускает оговорку, назвав ребёнка Александером вместо Софуса. Тристану сообщают, что Саннэ дала признательные показания и необходимо найти труп, чтобы доказать гибель Софуса от синдрома внезапной детской смерти и снять с Тристана обвинения в убийстве. Тристан признаётся, что закопал малыша в лесу. Андреас в ярости жестоко избивает Тристана, после чего начальник отправляет его в отпуск и заставляет ходить на консультации к психотерапевту. Тристан приводит полицию в уединенное место в лесу, где он похоронил сына.
Саннэ помещают в психиатрическую больницу. Она настаивает на том, что мертвый ребёнок не был Софусом.
При вскрытии Александера выясняется, что он умер от кровоизлияния в мозг, вызванного синдромом детского сотрясения. Рентген показал множественные гематомы в голове как следствие ударов и ушибов,  а также перелом нескольких ребёр в результате избиения. Андреас понимает, что Анна виновна в жестоком обращении с ребенком. В порыве гнева он вместе с Софусом отправляется в загородный дом своей матери. Тем временем его напарник по полиции Симон догадывается, что Андреас подменил детей. Он приезжает в коттедж к Андреасу и советует напарнику сдаться с поличным: его уволят с работы в правоохранительных органах, но не посадят в тюрьму и дадут условный срок из-за смягчающих обстоятельств.
Андреас отвозит Софуса в психиатрическую больницу и возвращает его Саннэ, которая невероятно рада снова увидеть сына. Несколько лет спустя Саннэ приходит за покупками в хозяйственный магазин, где после ухода из полиции работает Андреас. Когда она на минуту оставляет мальчика одного, Андреас заговаривает с ним и спрашивает его имя.

## В ролях
| Актёр                  | Роль    |
| ---------------------- | ------- |
| Николай Костер-Вальдау | Андреас |
| Ульрих Томсен          | Симон   |
| Мария Бонневи          | Анна    |
| Николай Ли Кос         | Тристан |
| Мэй Андерсен           | Санни   |
| Томас Бо Ларсен        | Клаус   |
| Питер Абер             | Густав  |
| Ева Фрьолинг           | Ингрид  |

## Награды и номинации
- 2014 — Сюзанна Бир выиграла «Золотую раковину» Международного кинофестиваля в Сан-Себастьяне как лучший режиссёр[1].
- 2014 — лучшая актриса Мария Бонневи на Кинофестивале в Абу-Даби.